# Абу Джафар ар-Руаси
Абу́ Джа́фар Муха́ммад ибн аль-Ха́сан ибн Абу Са́ра ар-Руа́си (араб. أبو جعفر محمد بن الحسن بن أبي سارة الرؤاسي‎, ум. 802) — арабский грамматик, легендарный основатель куфийской школы, племянник Муаза аль-Харра. Возможно, легенда о том, что именно ар-Руаси был основателем куфийской школы была придумана Са’лабом во время полемики с басрийцем аль-Мубаррадом.

## Биография
О жизни ар-Руаси известно очень мало. Прозвище «ар-Руаси» связано с большим размером его головы (араб. ра’с — «голова»). Учениками ар-Руаси были аль-Кисаи и Абу Закария аль-Фарра. Он является первым куфийцем, написавшим книгу по грамматике арабского языка. Его перу принадлежат такие труды, как «Китаб ма’ани аль-Куран», «Китаб ат-тасгир», «аль-Файсал фи-ль-арабийя», «Китаб аль-вакф ва-ль-ибтида аль-кабир» и «Китаб аль-вакф ва-ль-ибтида ас-сагир». Достоверные данные о дате и месте смерти ар-Руаси отсутствуют, предположительно скончался во времена правления халифа Харуна ар-Рашида, возможно в 798 или 802 году.
Басрийцы подвергли ар-Руаси жёсткой критике. Абу Хатим писал: «Был в Куфе грамматист, звали его Абу Джафар ар-Руаси. Брошенный знанием, никто. Жители Куфы возвеличивали его за качества и утверждали, что многое из их знаний и чтений перенято у него».
Считается, что все высказывания в «Книге» Сибавейхи начинающиеся со слов «Сказал куфиец так-то…» (араб. وقال الكوفي‎), являются цитатами ар-Руаси. Также некоторые басрийцы полагают, что «куфиец», которого упоминал в своих опровержениях аль-Ахфаш аль-Акбар, не кто иной, как Абу Джафар ар-Руаси.